# Юра Зойфер
Ю́ра Зо́йфер (бавар. Jura Soyfer, 8 грудня 1912, Харків, Харківська губернія — 16 лютого 1939, Бухенвальд, Німеччина) — австрійський драматург, поет, журналіст, походив із українських євреїв.

## Біографія
Майбутній письменник походив з родини промисловців та фабрикантів, відомі представники якої — харківські мільйонери брати Володимир та Павло Сойфери. Успішний бізнес та торгівлю будівельними матеріалами Торгового дому Сойферів знищила російська революція. 1918 року вони залишають Харків. Спочатку потрапляють у Ростов, потім у Тифліс, потім у Константинополь і нарешті у Відень. Як не дивно, але Юра не стає продовжувачем справи батька. Навпаки, він вступає до соціал-демократичної партії й стає пристрасним комуністичним пропагандистом, поставивши свій талант драматурга на служіння лівій ідеї.
У Відні 20-30 років XX століття набули масового поширення політичні кабаре, на естраді яких розігрувалися скетчі та спектаклі на актуальні соціальні теми. Ю.Зойфер – один з найпопулярніших авторів гострих сцен, сатиричних куплетів та пісень. Памфлети Ю. Зойфера публікуються в центральному органі австрійських «есдеків» – газеті «Арбайтен-Цайтунг». Про зміст їх говорять заголовки: «Гітлер бачить погані сни», «Про коричневий Відень», «Расистська любовна балада», «Мелодійніий годинник третього рейху».
«Кінець світу», «Асторія», «Вінета» – це назви п'єс Ю. Зойфера, дія в яких відбувається в умовних країнах, вифантазуваних автором містах. Зміст цих п'єс – протест проти насильства й несправедливості.

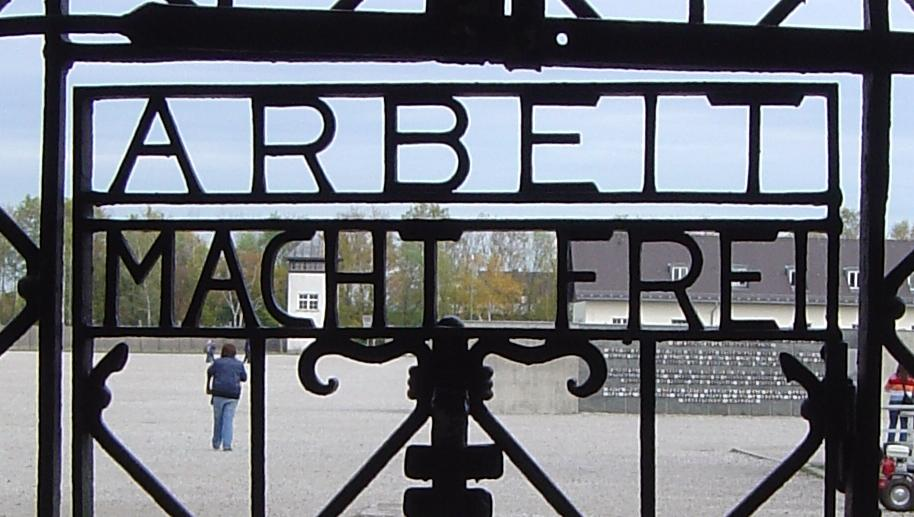
Брама у концентраційному таборі Дахау

Творчість Юри Зойфера активно розвивалась доти, доки австрійська соціал-демократична партія діяла легально. Але після 1934 року діяльність «есдеків» потрапила під заборону (віденські робітники повстали проти нацистів і в тих подіях Ю. Зойфер брав участь). Молодий драматург продовжував писати гостро публіцистичні п'єси та куплети. Він передбачав, що влада Гітлера й нацистів – не щось тимчасове, а загроза для людства. Але він не міг не бачити й слабкість та непослідовність лідерів австрійських соціал-демократів. Закономірно, що його заарештовують, але він потрапляє під оголошену амністію всім політичним в'язням Австрії. Ю. Зойфер вирішив залишити Австрію та під час спроби нелегально перейти швейцарський кордон його знов арештовують. Концентраційний табір Дахау, потім Бухенвальд… «Пісня про Дахау» Юри Зойфера стала табірним гімном свободи:
«Doch wir haben die Losung von Dachau gelernt,
Und wir wurden stahlhart dabei.
Bleib ein Mensch, Kamerad,
Sei ein Mann, Kamerad,
Mach ganze Arbeit, pack an, Kamerad:
Denn Arbeit, denn Arbeit macht frei,
Denn Arbeit, denn Arbeit macht frei!»
(прим.: повний текст за посиланням тут)
Рідним письменника вдалося емігрувати до США й вони добилися звільнення Юри Зойфера та його виїзду до Америки. Але свобода запізнилася на зустріч з драматургом – Юра Зойфер помер від тифу.
Нині театр Юри Зойфера знову популярний. Його п'єси ставлять на сценах театрів Австрії, Німеччини, Англії, США. У 90-ті роки в Харків приїздила австрійська актриса Доріс Хаубнер, яка розігрувала перед глядачами інсценівки за творами Юри Зойфера. Нині в Австрії та Німеччині видано багато книг, присвячених знаменитому харківцю.
Творчий спадок Юри Зойфера невеликий: збірка «Вірші та репортажі», неопублікований роман «Так вмерла одна партія» (уривки публікувалися в нелегальній комуністичній газеті «Фольксштиммі»). 1947 року побачила світ книга «Від раю до загибелі світу» – збірка п'єс в жанрі «маленької драми».

## В культурі
Театр-студія «Арабески» (Харків) має в своєму репертуарі п'єсу «РАДІОШАНСОН – вісім історій про Юру Зойфера» (2007; за текстами Сергія Жадана, музика – Kharkiv Klezmer Band). Головну роль у п'єсі зіграв Місько Барбара, лідер гурту «Мертвий Півень».
В Майстерні 55 (Харків) була поставлена вистава «П'ять хвилин до нуля» за мотивами п'єси Юри Зойфера «Кінець світу» (2019; режисер – Леонід Садовський)

## Вшанування пам'яті
У місті Харків є вулиця Юри Зойфера.

## Книги українською мовою
- Зойфер Ю. Асторія та інші історії: П'єси. Оповідання. Есе / упоряд., пер., прим. та післямова Петра Рихла. — Чернівці: Молодий буковинець, 1996. — 160 с.
- Зойфер Юра. Кінець світу. Драми та проза / упор., пер., післям. та прим. Петра Рихла. — Чернівці: Книги — ХХІ, 2012. — 296 с.